# Kategoria semantyczna
Kategoria semantyczna – zbiór obejmujący wszystkie obiekty posiadające określony zestaw cech semantycznych, czyli wchodzące w zakres określonego znaczenia. W przypadku, gdy znaczenie powiązane jest z nazwą lub szerzej ze znakiem językowym (a nie stanowi czystego pojęcia niezwiązanego z żadnym znakiem), do zdefiniowanej przez to znaczenie kategorii semantycznej należą wszystkie obiekty określane tą nazwą (stanowiące jej denotację).

## Cechy semantyczne
Przynależność danego obiektu do określonej kategorii semantycznej wynika z faktu posiadania przez ten obiekt określonych dostrzegalnych cech, pozwalających zaliczyć go do tej kategorii – są to tzw. kryterialne cechy semantyczne. Przykładowo, obiekt zrobiony z drewna i posiadający blat i nogi zaliczany jest na podstawie tych cech do kategorii stołów (zbioru obiektów objętych w języku polskim nazwą stół). Dodatkowo zaklasyfikowanie obiektu do określonej kategorii uruchamia wiedzę kulturową o tym obiekcie – dostęp do związanych z nim konotacji kulturowych. Przykładowo, rozpoznawszy przechodzącego przez drogę czarnego kota po jego cechach kryterialnych, tj. barwie sierści, czterech łapach, określonym kształcie ciała itp., uzyskujemy dostęp do kulturowej informacji, że przynosi on nieszczęście. Wiedzy o cechach konotacyjnych nie uzyskujemy bezpośrednio w wyniku obserwacji obiektów, ponieważ często są one cechami stereotypowymi, nie występującymi w rzeczywistości u danego obiektu (lub nie występującymi u niego w chwili obserwacji). Wiedzę tę nabywamy raczej od innych ludzi w procesie akulturacji – wrastania w daną kulturę i nauki jej języka. Rozpoznanie u danego obiektu określonego zestawu cech kryterialnych, pozwalających zaliczyć go do danej kategorii semantycznej, powoduje przypisanie mu dalszego zestawu związanych lub potencjalnie związanych z nim cech konotacyjnych.

## Relacje między kategoriami
Między kategoriami występują określone relacje – jedna kategoria może zawierać się w drugiej (doberman i pies), być całkowicie rozłączna (pies i kamień) lub częściowo się pokrywać (bojownik i bohater). Dwie rozłączne kategorie mogą się jednak mieścić we wspólnej kategorii nadrzędnej (pies i kot versus zwierzę). Determinuje to określoną, właściwą dla danego języka i kultury taksonomię świata.

### Kategoria semantyczna a radialność znaczenia i polisemia
W latach osiemdziesiątych XX wieku amerykański językoznawca George Lakoff zaproponował teorię radialnej struktury znaczenia. W myśl tej teorii istnieją bardziej i mniej typowe przykłady danej kategorii semantycznej (np. skowronek jest bardziej typowym przedstawicielem kategorii ptaka niż struś). Według Lakoffa obiekty odczuwane jako typowe przykłady kategorii tworzą jej centralną podkategorię, pozostałe zaś – jej podkategorie peryferyjne. Sytuacja jest analogiczna w przypadku polisemii (wieloznaczności) – wówczas znaczenia danego znaku językowego, które odczuwane są przez użytkowników języka jako typowe, określają centralną podkategorię nadrzędnej kategorii semantycznej, mieszczącej wszystkie możliwe znaczenia tego znaku.

## Różne systemy kategoryzacji
Uważa się, że kategoryzacja, definiowana w językoznawstwie jako przyporządkowywanie obiektów do kategorii semantycznych na podstawie określonego zestawu cech, jest jedną z podstawowych zasad ludzkiego myślenia. Kategorie semantyczne występują we wszystkich językach, różne języki i kultury operują jednak odmiennymi systemami kategoryzacji, co prowadzi czasem do zakłóceń komunikacji językowej (nieporozumień między rozmówcami).
Po pierwsze, obiektom danej kategorii semantycznej mogą być w różnych kulturach przypisane różne cechy konotacyjne. Przykładowo ludzie pochodzący z kultur, w których wilk uosabia duchy opiekuńcze – a więc z kultur, w których obiektom kategorii określanej nazwą wilk przypisuje się konotacyjną cechę opiekuńczości – zrozumieliby frazę Człowiek człowiekowi wilkiem inaczej niż Polacy.
Po drugie, w różnych językach może występować odmienna taksonomia świata. Istnieją na przykład plemiona Indian Amazonii, nie znające określenia papugi, a tylko nazwy różnych jej gatunków. Członkowie tych plemion nie łączą więc przedstawicieli tych gatunków we wspólną kategorię, odpowiadającą naszej kategorii papugi. W niektórych kulturach taksonomia świata może być zupełnie odmienna od naszej, co stanowi wyzwanie dla etnografa starającego się zgłębić sposób myślenia danej społeczności.
Drobne różnice w taksonomii świata mogą też występować między idiolektami użytkowników jednego języka. Różnice te polegać mogą na przykład na odmiennych relacjach między kategoriami (np. ktoś może uważać hamburger za rodzaj kanapki, ktoś inny jednak wygłosi zdanie: To nie jest kanapka, tylko hamburger, świadczące o rozłączności tych dwóch kategorii w jego idiolekcie).

### Kulturowa i naukowa kategoryzacja świata
Różnice w sposobie kategoryzacji występują również między kulturowym a naukowym oglądem świata, zakres użycia wyrazów różni się bowiem w języku potocznym i naukowym. Przykładowo w nauce kategorie ptak i ryba zawierają się w kategorii zwierzę, natomiast w kulturowej taksonomii świata są to kategorie rozłączne na równym szczeblu kategoryzacji organizmów żywych. Objawia się to, kiedy ktoś zastanawia się, czy można określić skowronka lub złotą rybkę mianem zwierzęcia (wahanie między zastosowaniem naukowego i kulturowego znaczenia wyrazu zwierzę). Innym przykładem rozbieżności jest klasyfikowanie wieloryba jako ryby na podstawie cech, powodujących przypisanie obiektów do kulturowej kategorii ryb. Kategoryzacja w nauce opiera się na innych zestawach cech semantycznych niż w kulturze, czyli inaczej – nazwy opisujące kategorie mają inne znaczenie w języku potocznym (języku laika), a inne w języku naukowym.

## Podstawowe poziomy kategoryzacji
Hierarchiczna struktura taksonomii świata (podział świata na kategorie i subkategorie) skłoniła kognitywistów do postawienia pytania o psychologicznie podstawowy poziom kategoryzacji, tj. o kategorie, do których ludzie najszybciej przyporządkowują obiekty na podstawie ich obserwowalnych cech. Okazuje się, że zwykle jest to kategoria, odpowiadająca w biologii rodzajowi, tak więc przykładowo w pierwszej kolejności rozpoznajemy dany obiekt jako psa, dopiero później jako dobermana, najpierw jako fotel, dopiero później jako fotel bujany itp. Według Eugene'a Hunna te podstawowe kategorie są najwyższym poziomem kategoryzacji, dla którego umysł ludzki jest w stanie przechowywać wyidealizowany model, stanowiący najbardziej typowy przykład egzemplarza tej kategorii (model kognitywny). Jesteśmy więc w stanie wyobrazić sobie konkretny „model” psa, fotela, samochodu itp. oraz egzemplarzy kategorii podrzędnych, a więc „modele” jamnika, fotela bujanego, mercedesa, jednak wyobrażenie sobie „typowego” zwierzęcia, mebla, maszyny itp. jest już trudniejsze.
Należy przy tym zwrócić uwagę, że u danej osoby podstawowy poziom kategoryzacji może być w pewnych określonych dziedzinach różny od poziomu odpowiadającego rodzajowi w biologii. Dzieje się tak w przypadku, gdy dana jednostka posiada bardzo gruntowną wiedzę (lub odwrotnie – bardzo niewielką wiedzę) w tej dziedzinie. Dla członka plemienia Indian w Amazonii podstawowym poziomem kategoryzacji roślin (poziomem, na którym najszybciej identyfikuje on obiekty) może być poziom gatunku, z drugiej strony człowiek taki może znacznie szybciej identyfikować dany obiekt jako maszynę latającą niż jako samolot czy helikopter. Ogólnie jednak – pomijając dziedziny tego typu specjalizacji lub braku obeznania – podstawowym poziomem kategoryzacji jest u ludzi poziom odpowiadający w biologii rodzajowi.